# HMS Ark Royal (91)
HMS Ark Royal (91) byla letadlovou lodí Royal Navy a třetí lodí tohoto jména. Byla přijata do služby v listopadu 1938 jako jediná loď své třídy a zúčastnila se počátečních bojů druhé světové války v Atlantiku a Středozemním moři. Dne 13. listopadu 1941 byla u Gibraltaru zasažena jedním torpédem z německé ponorky U 81 a druhého dne se potopila.

## Konstrukce
Ark Royal byla navržena v souladu s limity pro válečné lodě, jak je omezovala Londýnská smlouva (z roku 1930) a postavena loděnicí Cammell Laird and Company v Birkenheadu. Dokončena byla v listopadu 1938. Trup měl největší možnou délku, která ještě lodi umožňovala pobyt v suchém doku. HMS Ark Royal byla první letadlovou lodí, u které byla letová paluba integrální součástí její konstrukce a ne jen nástavbou trupu, jak tomu bylo u starších konstrukcí. Měla nad sebou dvě patra hangárů s letadly, která na letovou palubu dopravovaly tři výtahy. Letouny startovaly pomocí dvou katapultů. Velitelský ostrov se nacházel na pravé straně paluby. Kotelny a strojovny byly uspořádány po třech vedle sebe a Ark Royal proto měla tři šrouby.
Výzbroj tvořilo 16 kanónů ráže 114 mm, které doplňovalo 32 40mm automatických kanónů a stejný počet kulometů ráže 12,7 mm. V roce 1941 byla protiletadlová výzbroj lodi zesílena. Kulomety byly odstraněny a nahradilo je osm kusů 20mm a 16 kusů 40mm kanónů.

## Služba

### Počátek války

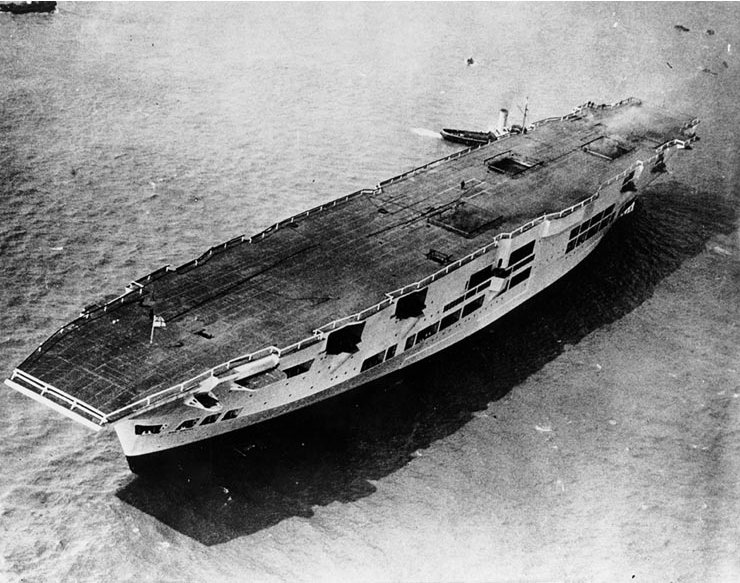
Ark Royal krátce po spuštění na vodu, duben 1937

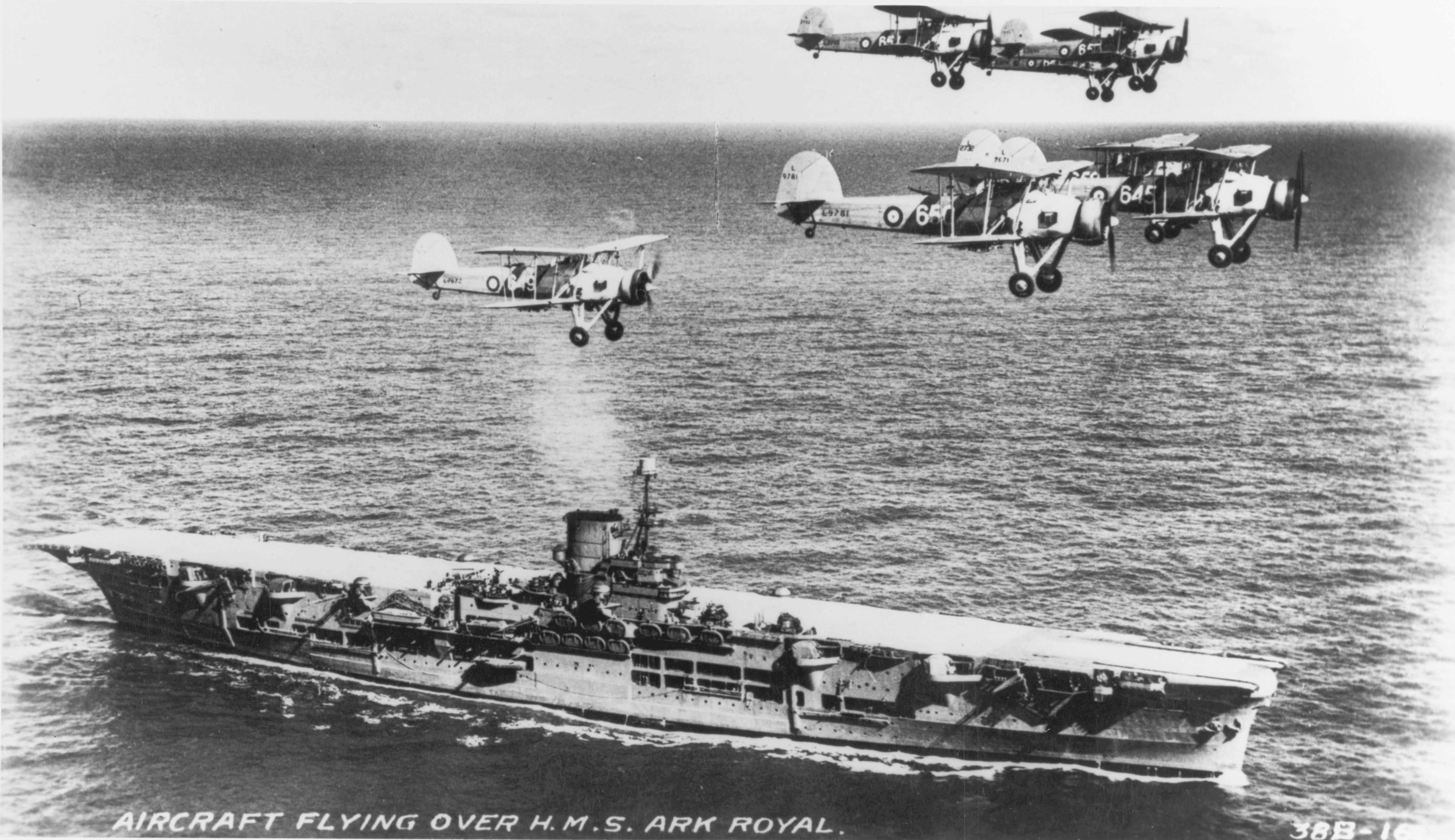
Ark Royal a její Swordfishe

Na počátku války operovalo z paluby Ark Royal 18 stíhacích a bombardovacích letounů Blackburn Skua, 21 torpédových bombardérů Fairey Swordfish a jeden hydroplán Supermarine Walrus.
Dne 25. září 1939, jen několik týdnů po vypuknutí druhé světové války, se HMS Ark Royal účastnila záchrany ponorky HMS Spearfish, která uvízla na útesech. Během této operace, 26. září 1939 jeden z jejích palubních stíhačů Blackburn Skua sestřelil německý létající člun Dornier Do 18, což byl první sestřel stíhače Royal Navy v celé válce. V prosinci 1939 byla loď poslána do Jižního Atlantiku, aby se podílela na pátrání po německé kapesní bitevní lodi Admiral Graf Spee. Na jaře 1940 se společně s HMS Glorious podílela na norské kampani.

### Operace Catapult
V červenci 1940 se zúčastnila operace Catapult (spolu s bitevním křižníkem HMS Hood, bitevními loděmi HMS Valiant, HMS Resolution, lehkými křižníky HMS Arethusa a HMS Enterprise a jedenácti torpédoborci) — napadení francouzského vichistického loďstva, kotvícího v alžírském Mers El-Kébiru, což bylo první střetnutí mezi Anglií a Francií od bitvy u Waterloo. Její letouny tu torpédy neúspěšně napadly unikající francouzský bitevní křižník Strasbourg, kterému se podařilo doplout do Toulonu a stát se novou vlajkovou lodí vichistického loďstva. V září 1940 se účastnila i druhého britského útoku na vichistickou flotu, tentokrát v Dakaru.

### Středomoří

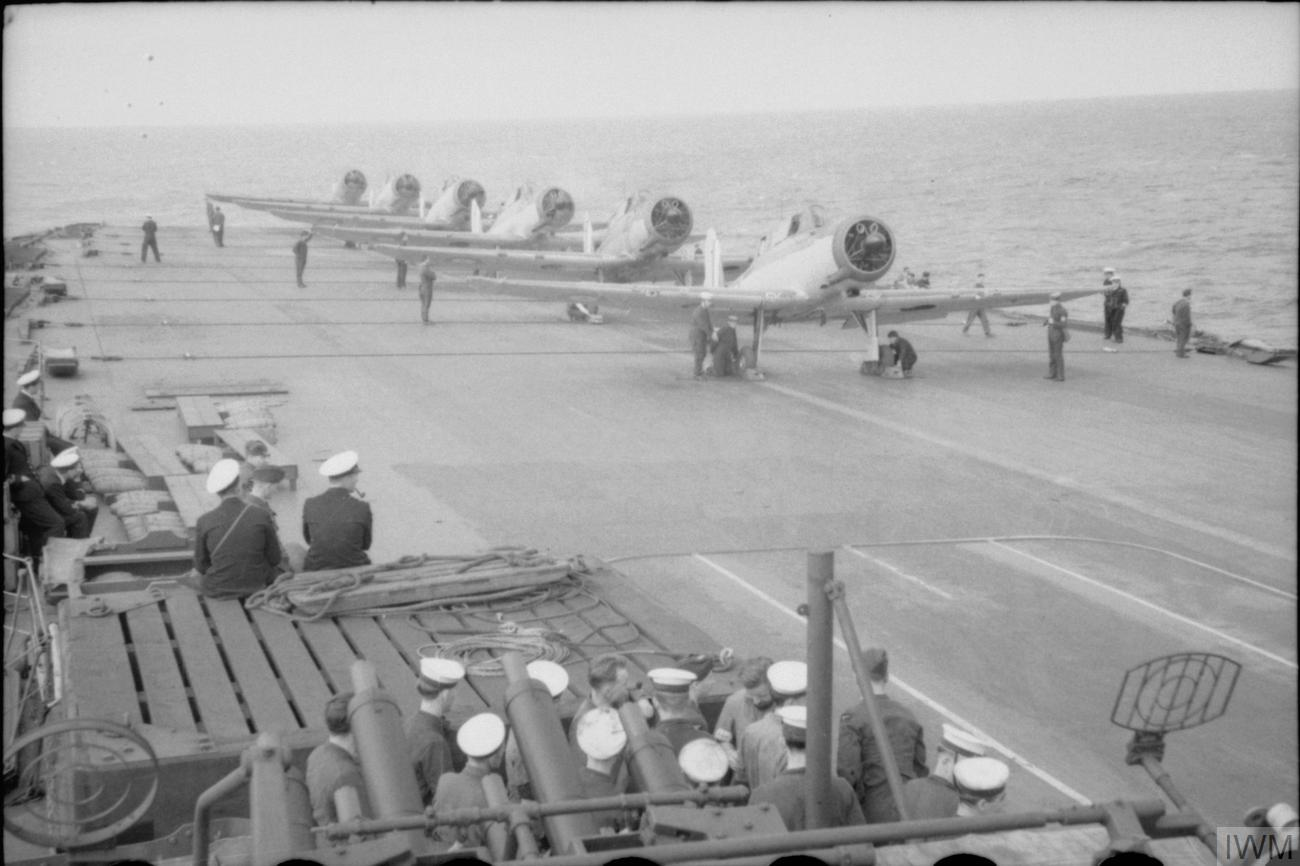
Palubní letouny Blackburn Skua před startem

I nadále působila ve Středomoří. Podílela se na podpoře Malty. 1. srpna 1940 její letadla napadla italskou leteckou základnu Cagliari, zatímco letadlová loď HMS Argus doručila na Maltu 12 stíhaček Hawker Hurricane. Koncem listopadu 1940 její letadla během doprovodu konvoje na Maltu bez zásahu napadla italské bitevní lodě. V únoru 1941 se účastnila útoku na přístav Janov, který byl hluboko v italských vodách. Dne 2. února 1941 napadly torpédové letouny z lodi přehradu Santa Chiara na Sardinii.
V březnu 1941 se podílela na pronásledování německých korzárů, bitevních křižníků Scharnhorst a Gneisenau. Poté se stala společně s bitevním křižníkem HMS Renown a lehkým křižníkem HMS Sheffield součástí britského Svazu H, působícího v Západním Středomoří.

### Pronásledování Bismarcku
Svaz H se podílel i na pronásledování bitevní lodi Bismarck. 26. května průzkumné letadlo Fairey Swordfish z Ark Royal bitevní loď objevilo. Druhý den jej letouny Swordfish z Ark Royal napadly. První útok ale byl omylem veden proti křižníku Sheffield, který byl poslán napřed, aby Bismarck sledoval. Naštěstí při útoku na Sheffield byla použita torpéda s magnetickou rozbuškou. Ta měla vybuchnout přímo pod trupem lodi a zlomit jí tak kýl, jenže ukázalo se, že torpéda jsou nespolehlivá a všechna vybuchla při nárazu na mořskou hladinu, aniž by Sheffield mohla ohrozit.
U torpéd druhé útočné vlny, která vzlétala za soumraku, byly použity klasické kontaktní rozbušky. Druhé vlně se podařilo jedním torpédem Bismarck zasáhnout a zničit jeho kormidlo. Bismarck se stal neovladatelným a proto ho mohly dostihnout válečné lodě Royal Navy, kterým dosud úspěšně unikal a 27. května ho potopit. V boji nebyl ztracen žádný z letounů.

### Potopení lodi

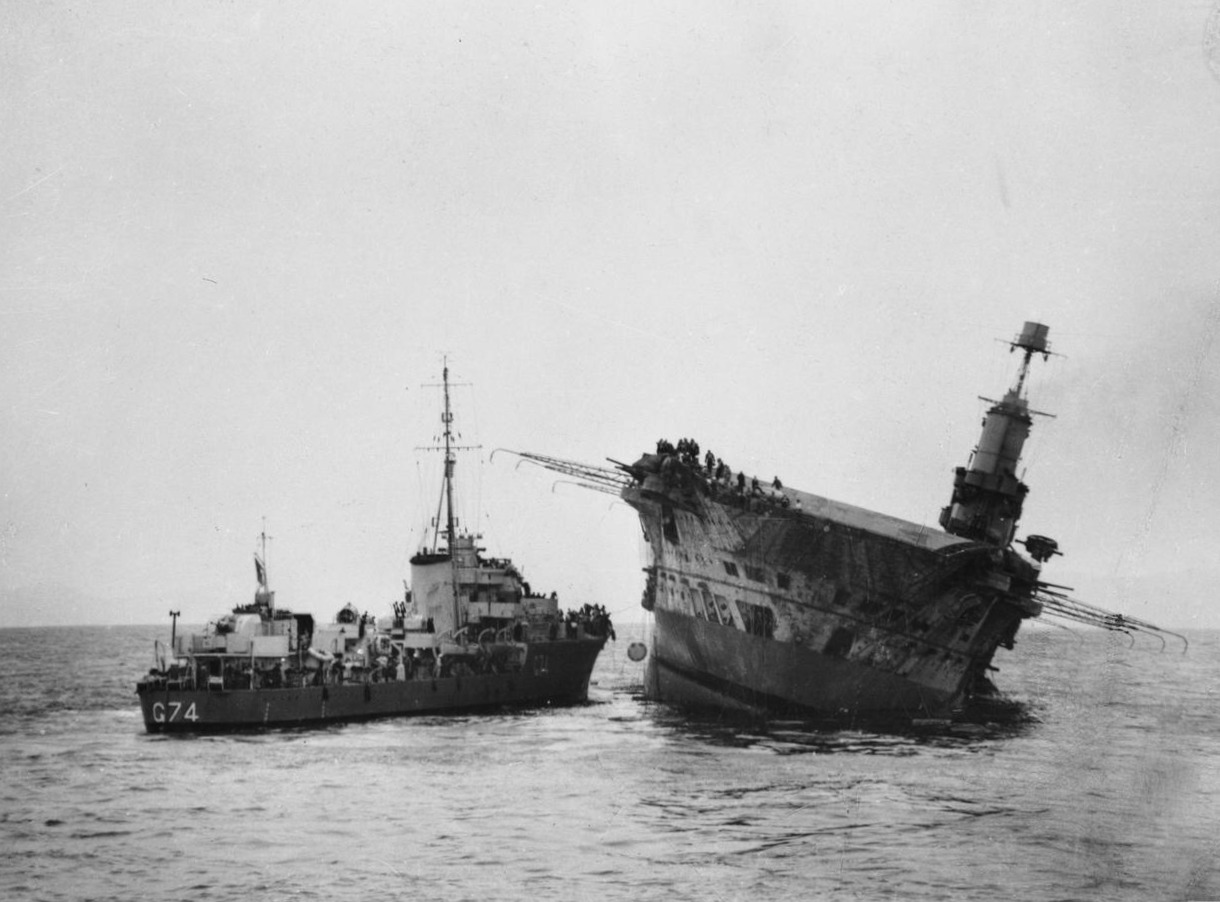
Před potopením

Během roku 1941 byla Ark Royal velice aktivní ve Středomoří, kde doprovázela konvoje na Maltu a také tam dopravovala letadla. Německá propaganda několikrát slavila její potopení. K tomu došlo až poté, co německá ponorka U 81 zasáhla 13. listopadu 1941 jedním torpédem Ark Royal, vracející se do Gibraltaru. Voda proudící do lodi uhasila oheň pod kotli a protože loď neměla žádný záložní zdroj energie, byla vyřazena i její čerpadla. Torpédoborec HMS Legion vzal na palubu 1487 členů posádky lodi, aby je dopravil do Gibraltaru. Po několika hodinách se loď dne 14. listopadu 1941 potopila.
Její potopení se přisuzuje zčásti konstrukčním nedostatkům a zčásti liknavosti při vedení záchranných prací. Potopení Ark Royal pouhým jedním torpédem vedlo k modifikacím následujících britských letadlových lodí a vylepšení postupů záchranných prací. Vrak leží v hloubce 900 metrů ve vzdálenosti asi 50 km od Gibraltaru.

## Letadla na HMSArk Royal
- V letech 1939–1940: 18 letounů Blackburn Skua, 21 Fairey Swordfish, jeden Supermarine Walrus
- V listopadu 1941: 24 strojů Fairey Fulmar a 30 Fairey Swordfish